# Unterschwaningen

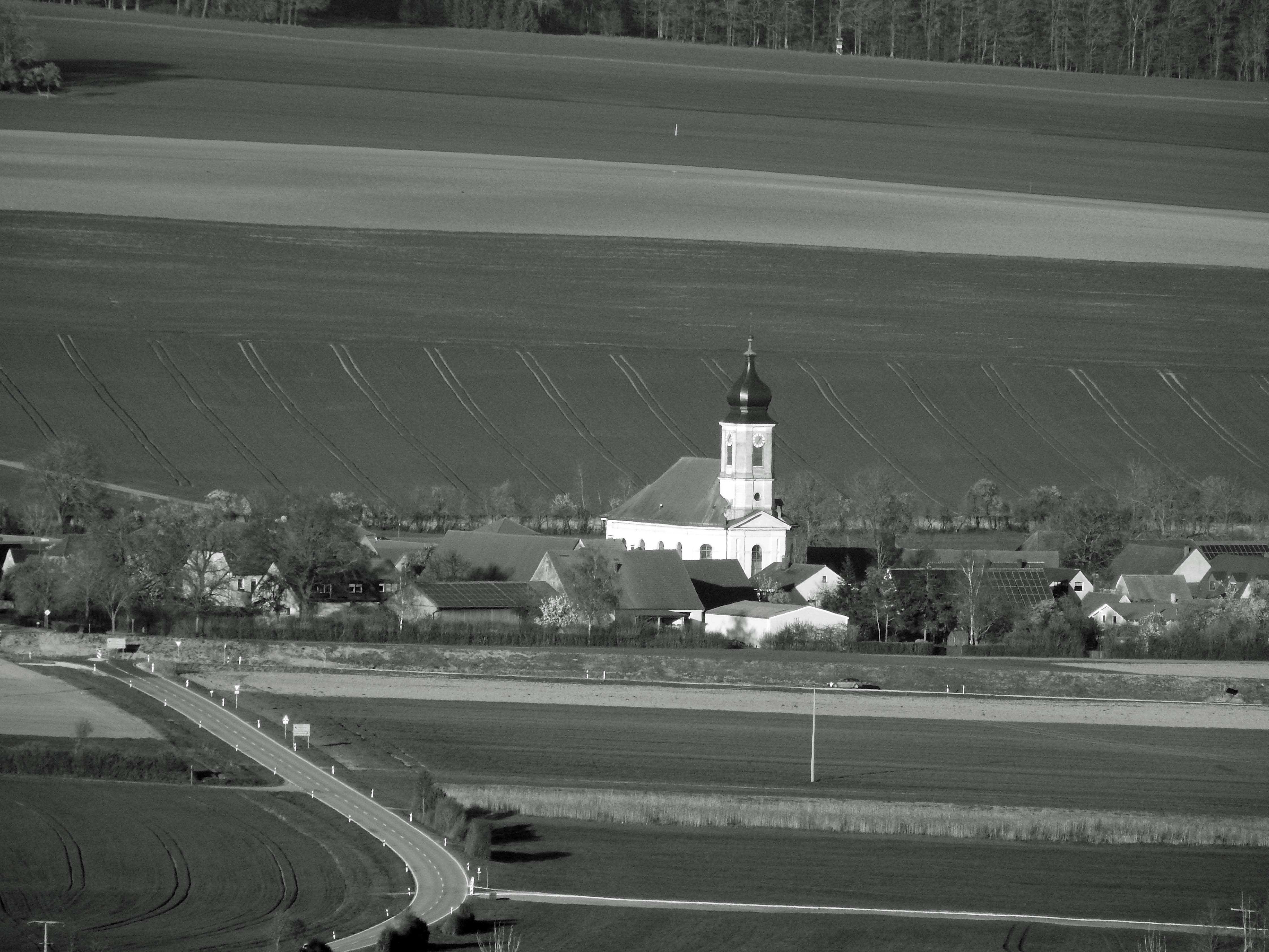
Unterschwaningen von Westen

Unterschwaningen ist eine Gemeinde im mittelfränkischen Landkreis Ansbach und zählt zur Metropolregion Nürnberg.

## Geographie

### Geographische Lage
Die Gemeinde liegt zwischen den Städten Gunzenhausen und Wassertrüdingen und zwischen den Tälern der oberen Altmühl und der oberen Wörnitz. Der zum Fränkischen Seenland gehörende Dennenloher See liegt auf dem Gemeindegebiet, der Altmühlsee ist ca. 12 km entfernt. Den Hintergrund des Ortsbildes säumt der nahe Hesselberg. In unmittelbarer Nähe des Ortes verläuft der römische Grenzwall Limes mit den Überresten des Kastells Unterschwaningen.
Nachbargemeinden sind (von Norden beginnend im Uhrzeigersinn) Arberg, Gunzenhausen, Wassertrüdingen und Ehingen.

### Gemeindegliederung
Es gibt vier Gemeindeteile (in Klammern ist der Siedlungstyp angegeben):
- Dennenlohe (Dorf)
- Kröttenbach (Dorf)
- Oberschwaningen (Kirchdorf)
- Unterschwaningen (Pfarrdorf)

Auf dem Gemeindegebiet gibt es die Gemarkungen Dennenlohe, Kröttenbach, Oberschwaningen und Unterschwaningen. Die Gemarkung Unterschwaningen hat eine Fläche von 5,388 km². Sie ist in 663 Flurstücke aufgeteilt, die eine durchschnittliche Fläche von 8127,25 m² haben.

### Klima

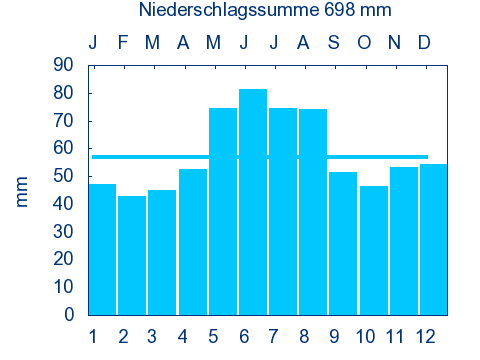
Diagramm Niederschlagsmittelwerte Unterschwaningen für den Zeitraum von 1961 bis 1990
Niederschlagsdiagramm für Unterschwaningen (blaue Kurve) vor den Mittelwerten (Quantilen) für Deutschland (grau)

Die durchschnittliche jährliche Niederschlagsmenge in Unterschwaningen beträgt 698 mm.

## Geschichte

### Bis zum 19. Jahrhundert
Die Gegend um Unterschwaningen war schon in der Jungsteinzeit besiedelt, wie Funde aus der Zeit um 5600 v. Chr. belegen.
Ab 90 war das Gebiet von den Römern besetzt, die ein Holzkastell mit Lagerdorf, ein Landgut und befestigte Straßen hinterließen. In dieser Zeit gründete wohl ein Teil von ihnen Unterschwaningen. Der Name hat aber nichts mit einem Schwan zu tun, wie man aufgrund des Wappentieres vermuten könnte. Er stammt auch nicht vom altenglischen Wort „swan“, das junger Mann, Knecht oder Hirte bedeutet, sondern wahrscheinlich von Sweno, dem Urahn eines fränkischen Rittergeschlechtes. Eine alemannische Urkunde von 920 n. Chr. berichtet von einem Ort namens Sweininga, der in dieser Gegend lag. In einer Urkunde von 1053 wird „Sweiningen“ erstmals urkundlich erwähnt, womit sowohl Unter- als auch Oberschwaningen gemeint sein könnte. Darin ist von Heinrich Sweininga die Rede, dessen Rittergeschlecht ein Wasserschloss und Unterschwaningen besaß. Der erste Beleg, der sich Unterschwaningen zugeordnet werden kann, stammt aus dem Jahr 1242.
Während der Herrschaftszeit der Sweininger wurde 1388 durch einen Eichstätter Bischof die erste Unterschwaninger Kirche geweiht.
Mit dem Tod von Hans von Sweiningen im Jahr 1455 starb das Adelsgeschlecht der Sweininger aus. Bereits 1429 verkaufte aber Conrad von Sweiningen die Besitztümer von Unterschwaningen an seinen Schwager Conrad von Holzingen. In den folgenden Jahrzehnten wechselte das Gut mehrmals den Besitzer. 1487 verkaufte Sigmund von Holzingen das Rittergut seinem Schwiegersohn Hans von Gundolsheim, dieser übertrug es 1511 als Lehen dem Markgrafen von Ansbach. Damit kamen die Ansbacher Markgrafen das erste Mal in Kontakt mit Unterschwaningen. 1517 bekam der Ritter Ernst von Rechenberg Schloss und Gut übertragen. Im Jahre 1543 wurde Unterschwaningen durch die Reformation in den protestantischen Glauben übergeführt. Da der letzte Besitzer Conrad von Rechenberg 1583 kinderlos starb, fielen die Besitzungen an den Lehnsherren zurück. Jetzt lag Unterschwaningen wieder im direkten Zuständigkeitsbereich von Markgraf Georg Friedrich, der dem Gericht von Unterschwaningen 1599 das bis heute erhaltene Gemeindewappen verlieh.
Unter der Herrschaft von Markgraf Joachim Ernst erwarb 1603 der Kriegsobrist und Geheimrat Johann Philipp Fuchs von Bimbach mit allen Rechten das Lehen Unterschwaningen. Es war jedoch ein Kauf auf Abbruch, das alte Wasserschloss war baufällig, unansehnlich und unmodern geworden. Der neue Besitzer war wohlhabend und konnte für den Bau eines neuen Schlosses an gleicher Stelle den Baumeister Blasius Berwart d. J. gewinnen. Als das Schloss mit wehrhaftem Charakter 1620 fertiggestellt wurde, hätte sich sein Besitzer daran freuen können, aber er hatte andere Pläne.

Altes Schloss Unterschwaningen, Kupferstich von Andreas Albrecht aus „Perspectiva“, 1623

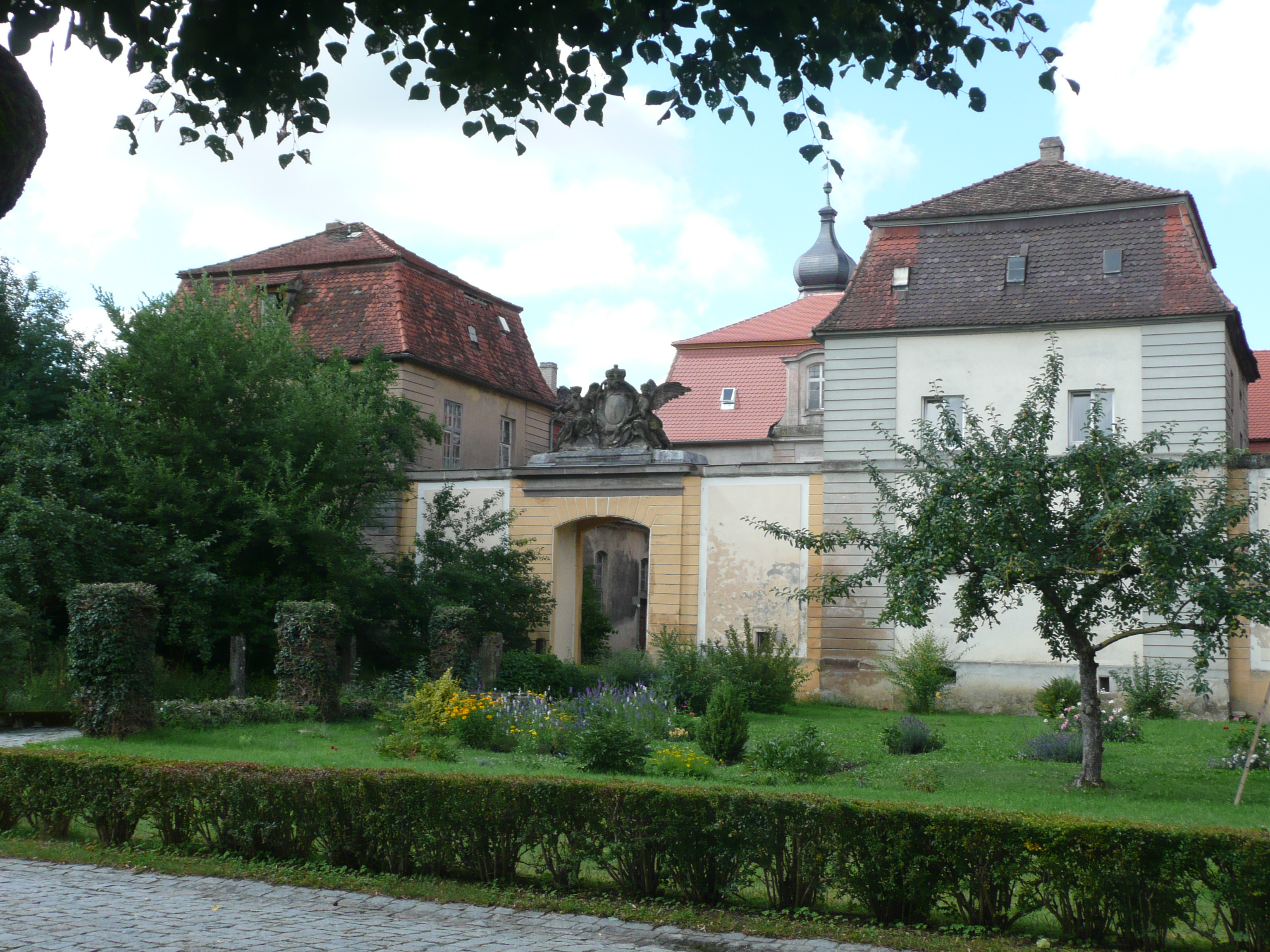
Das Schloss

So trat er während des Dreißigjährigen Krieges in die Armee von Christian IV. von Dänemark ein. Für diesen Verrat wurde er vom deutschen Kaiser Ferdinand II. in die Reichsacht gestellt und für vogelfrei erklärt. Im August 1626 wurde die dänische Armee bei Lutter am Barenberge von den vereinigten Truppen Tillys und Wallensteins geschlagen. Johann Philipp Fuchs von Bimbach fand am 27. August 1626 als dänischer General den Tod.
Nun fiel der Besitz des Geächteten dem Kaiser zu. Dieser übergab Schloss und Gut des Verstorbenen an dessen katholischen Vetter Hans Karl von Bimbach. 1628 ließ dieser den katholischen Glauben wieder einführen. Aber bald darauf endete seine Herrschaft. Finanziell abgefunden, übergab er 1630 Unterschwaningen an den Markgrafen von Ansbach. Am 7. März 1630 wurde mit Wendelin Zahner wieder ein evangelischer Geistlicher eingeführt. Nach dessen Tod 1632 blieb die Pfarrstelle aufgrund der Kriegswirren unbesetzt. Der Herbst 1634 brachte nach der Schlacht bei Nördlingen die beinahe völlige Verwüstung des Ortes. Neben dem Schloss waren nur noch vier Häuser verschont geblieben. Schon seit den frühen 1640er Jahren wurde der Ort zur Zufluchtsstätte zahlreicher Glaubensflüchtlinge (Exulanten) aus Österreich, die der dortigen Gegenreformation hatten weichen müssen und in Franken eine neue Heimat fanden.
Nun wurde es lange still um Unterschwaningen. Erst als die Markgräfin Christiane Charlotte 1712 dem Erbprinzen Karl Wilhelm Friedrich am ansbachischen Markgrafenhof das Leben schenkte, hatte die Stagnation ein Ende. Aus Freude über diese Geburt schenkte der Markgraf seiner Frau das Schloss auf Lebenszeit. Ihr war das Schloss allerdings zu altmodisch, unbequem und nüchtern. Vor allem fehlten die zierlichen Gärten, die gerade jetzt in Mode kamen. So beauftragte sie den Oberbaudirektor Carl Friedrich von Zocha, den Umbau zu leiten. Das neue Schloss wurde um 1719 fertiggestellt. Westlich des alten Schlosses entstand ein mehrflügliger Gebäudekomplex im Stil der französischen Renaissancearchitektur, der überwiegend als Wirtschaftsgebäude genutzt wurde.
Im Mai 1729 heiratete ihr einziger Sohn Karl Wilhelm Friedrich im Alter von 17 Jahren die zwei Jahre jüngere Prinzessin Friederike Luise von Preußen. In Berlin geboren, war sie die Tochter von Friedrich Wilhelm I., der auch als Soldatenkönig bekannt wurde. Am 8. April 1733 schenkte Friederike Luise dem Erbprinzen Karl Friedrich August das Leben und bekam bereits einen Tag später das Amt Unterschwaningen als Lehnssitz übertragen. Tatkräftig und kunstverständig stattete sie das graue Schloss mit Rokokoprunk aus. Danach erstreckte sich an der Südostseite ein Lustgarten und Park, der nach französischem Muster angelegt wurde. Sie ließ außerdem einen künstlichen Wasserlauf errichten, der sich an den Garten anschloss und nach einer Länge von ca. einem Kilometer hinter einer geschwungenen Brücke endete. Am Südostende war der Kanal zu einem kleinen See erweitert, in dessen Mitte sich eine Insel mit Glaspavillon erhob.

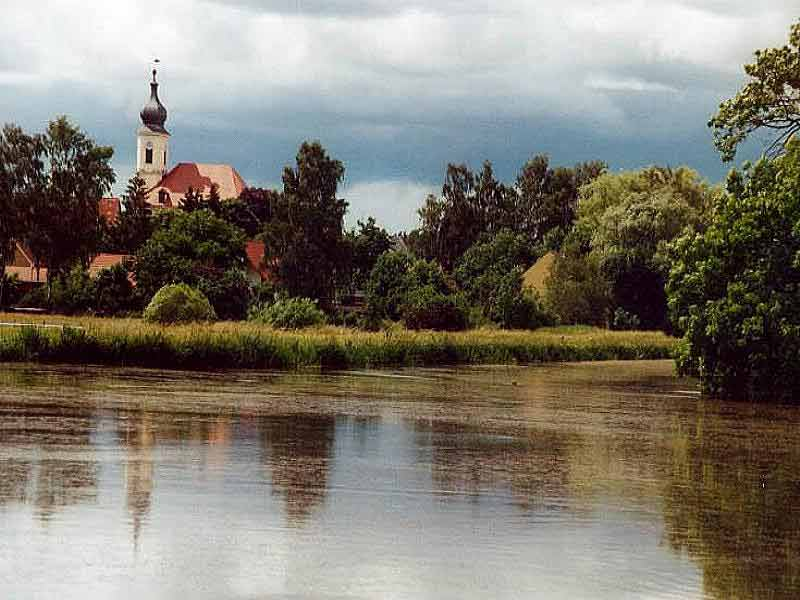
Künstlicher Wasserlauf mit Kirche im Hintergrund

Skizze von Schloss und Park

Am 8. Mai 1737 starb der älteste Sohn der Markgräfin Friederike Luise. Der Markgraf und die ansbachische Hofgesellschaft gaben ihr die Schuld daran, deshalb wurde sie unter Anführung des Marschalls von Seckendorff nach Unterschwaningen in die Verbannung geschickt.
Auf Wunsch der Markgräfin sollte die baufällige gotische Ortskapelle durch ein neues Gotteshaus ersetzt werden. Als geeigneten Bauplatz befand man den höchsten Punkt Unterschwaningens. Nachdem der vormalige Besitzer gewichen war, konnte im September 1738 der Grundstein gelegt werden. Der Bau, der von Schlossbaumeister Leopoldo Retti geleitet wurde, ging schnell voran. Bereits 1739 war das Kirchenschiff fertiggestellt. Zwischenzeitlich brachen die ersten beiden Schlesischen Kriege gegen Österreich aus und so verzögerten sich die Arbeiten am Turm. Deshalb konnte die Weihe erst am 9. Mai 1743 gefeiert werden. An der Stelle eines ruinösen Gebäudes wurde darüber hinaus 1753 ein Pfarrhaus im Stil des Barock fertiggestellt.
1757 starb der Markgraf, aber Friederike Luise verblieb in Unterschwaningen, bis sie am 4. Februar 1784 an einer Lungenentzündung starb. Im Juni desselben Jahres schenkte der letzte Markgraf Christian Friedrich Karl Alexander seiner Frau Friederika Carolina das Schloss und Amt. Die kränkliche Markgräfin starb bereits am 18. Februar 1791 im Alter von 55 Jahren. Der Markgraf verkaufte die Liegenschaften an seinen Vetter, König Friedrich Wilhelm III. von Preußen, bevor er mit seiner Geliebten, Lady Craven, nach England auswanderte.
Die Säle des Schlosses blieben ungenutzt, die große Bibliothek, deren Werke Friederike Luise gesammelt hatte, bekam die Universität Erlangen, sonstige wertvolle Gegenstände wurden in die Ansbacher Residenz gebracht. Was zurückblieb, wurde gestohlen oder vernichtet.
Aber das Schloss sollte nochmals für kurze Zeit adelige Bewohner bekommen. 1795 zogen 63 Flüchtlinge, die vor den Wirren der Französischen Revolution flohen, in die Räume. Erst der Friede von Lunéville 1801 brachte dem Land wieder Ruhe. 1802 kehrten die Flüchtlinge und der Fürst von Oettingen-Wallerstein, der ebenfalls vor den französischen Truppen Schutz gesucht hatte, in ihre Heimat zurück.

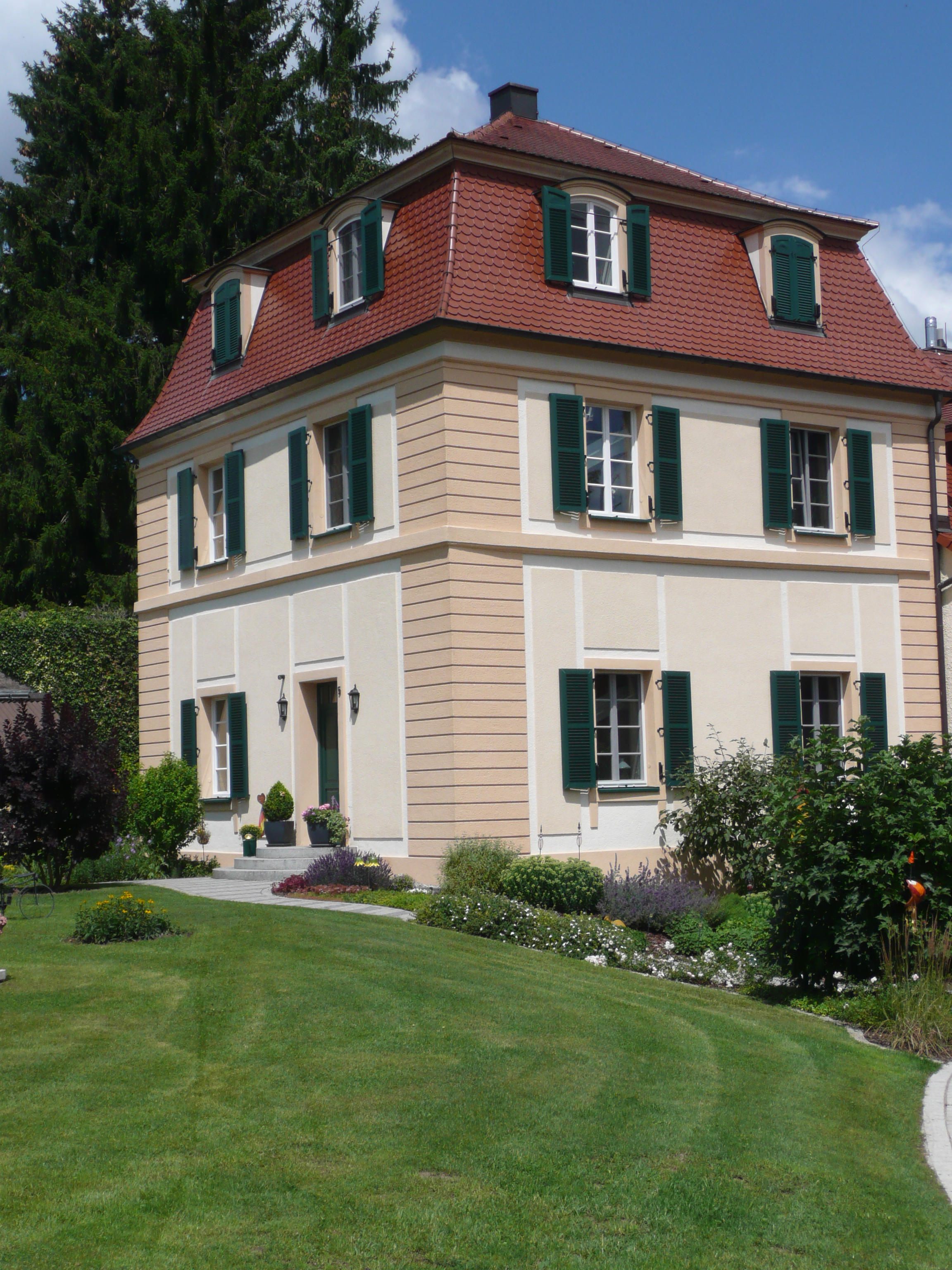
Ehem. Eckpavillon des Schlosses

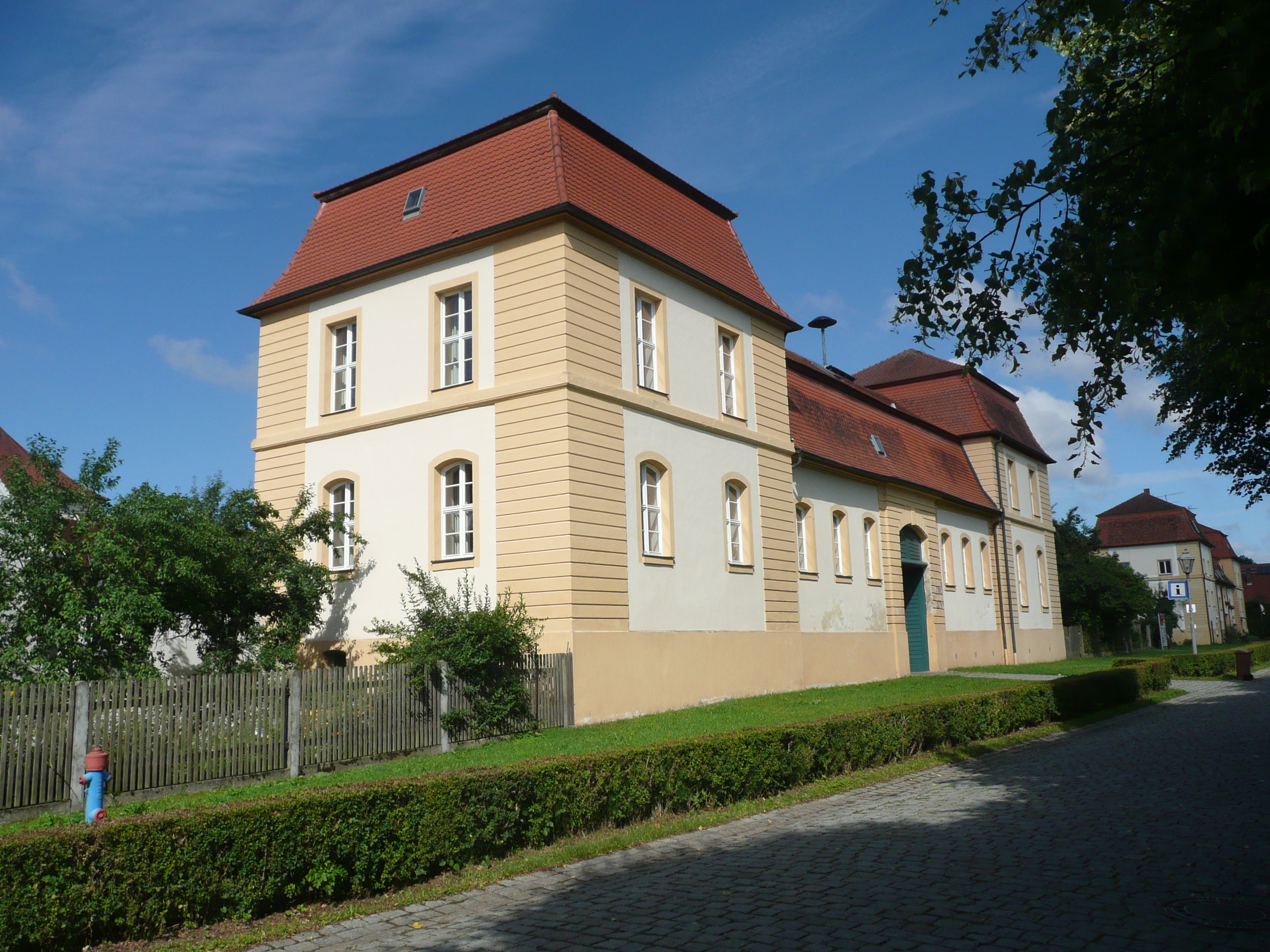
Vorderansicht Rathaus Friederike-Louise-Allee

Unterschwaningen lag im Fraischbezirk des ansbachischen Oberamtes Wassertrüdingen. Die Dorf- und Gemeindeherrschaft sowie die Grundherrschaft übte das ansbachische Verwalteramt Schwaningen aus. Gegen Ende des 18. Jahrhunderts gab es 77 Anwesen (1 Mühle, 1 Ziegelhütte, 1 Schmiedgut, 1 Wirtschaft, 4 Höfe, 7 Halbhöfe, 10 Söldengüter, 2 Söldengüter mit Hafnerrecht, 1 Söldengut mit Backrecht, 1 Söldengut mit Back- und Branntweinbrennrecht, 9 Söldengütlein, 2 halbe Söldengütlein, 1 Gütlein, 26 Häuser, 2 Häuslein, 1 Korbhaus, 4 Halbhäuser, 2 Halbhäuslein. 1 Gut war freieigen). Neben diesen Anwesen gab es noch das alte und das neue Schloss mit Hofgärtnerhaus, Schulhaus, Wildmeisterhaus und zwei weiteren Doppelhäusern, die Kirche, ein Pfarrhaus und 2 Gemeindehirtenhäuser. Hiernach gab es 67 Untertansfamilien. Von 1797 bis 1808 unterstand der Ort dem Justiz- und Kammeramt Wassertrüdingen.
Im Jahr 1806 fielen Franken und damit alle dortigen hohenzollernschen Besitztümer an das neue Königreich Bayern. Da das Königreich sich weigerte, für den weiteren Unterhalt des Schlosses aufzukommen, wurden 1807 sämtliche Liegenschaften mit Ausnahme von Wald, Park und Schloss versteigert. Nach vergeblichen Versuchen, in Teilen des Schlosses einen Kornspeicher und ein königliches Rentamt einzurichten, wurden 1811 die restlichen Gebäude verkauft. Der neue Besitzer, der Sekretär Wirtmann aus Ansbach, ließ das Ballgebäude und die Verbindungstrakte der hufeisenförmig angeordneten Eckpavillons abreißen. Die vier Eckpavillons eigneten sich zu Wohnzwecken und entgingen so der Zerstörung. Aus den kunstvollen Parkanlagen wurden Wiesen und Felder, der Kanal diente einer nahen Mühle als Wasserspeicher. In die ehemaligen Wirtschaftsgebäude zogen später eine Brauerei, Schule, Kindergarten und Gemeindekanzlei ein.
Infolge des Gemeindeedikts wurde 1809 der Steuerdistrikt Unterschwaningen gebildet, zu dem Dennenlohe und Oberschwaningen gehörten. Zugleich entstanden die Ruralgemeinden Dennenlohe und Unterschwaningen mit Oberschwaningen. Mit dem Zweiten Gemeindeedikt (1818) wurde Oberschwaningen zur eigenständigen Ruralgemeinde. Die Gemeinde Unterschwaningen war in Verwaltung und Gerichtsbarkeit dem Landgericht Wassertrüdingen zugeordnet und in der Finanzverwaltung dem Rentamt Wassertrüdingen (1919 in Finanzamt Wassertrüdingen umbenannt, 1932–1973 Finanzamt Gunzenhausen, seit 1973 Finanzamt Ansbach). Die Verwaltung übernahm 1862 das neu geschaffene Bezirksamt Dinkelsbühl (1939 in Landkreis Dinkelsbühl umbenannt). Mit der Auflösung des Landkreises Dinkelsbühl im Jahr 1972 kam Unterschwaningen an den Landkreis Ansbach. Die Gerichtsbarkeit blieb beim Landgericht Wassertrüdingen (1879 in Amtsgericht Wassertrüdingen umbenannt), von 1956 bis 1970 war das Amtsgericht Gunzenhausen zuständig und von 1970 bis 1973 das Amtsgericht Dinkelsbühl, das seit 1973 eine Zweigstelle des Amtsgerichtes Ansbach ist. Die Gemeinde hatte 1964 eine Gebietsfläche von 5,458 km².

### 20. Jahrhundert
In den Jahren von 1969 bis 1991 fanden Flurbereinigungsmaßnahmen statt.

### Eingemeindungen
Im Zuge der Gebietsreform in Bayern wurden am 1. April 1971 die Gemeinden Dennenlohe und Kröttenbach eingemeindet. Oberschwaningen kam am 1. Mai 1978 hinzu.

### Einwohnerentwicklung
Im Zeitraum 1988 bis 2018 stieg die Einwohnerzahl von 849 auf 877 Einwohner bzw. um 3,3 %.

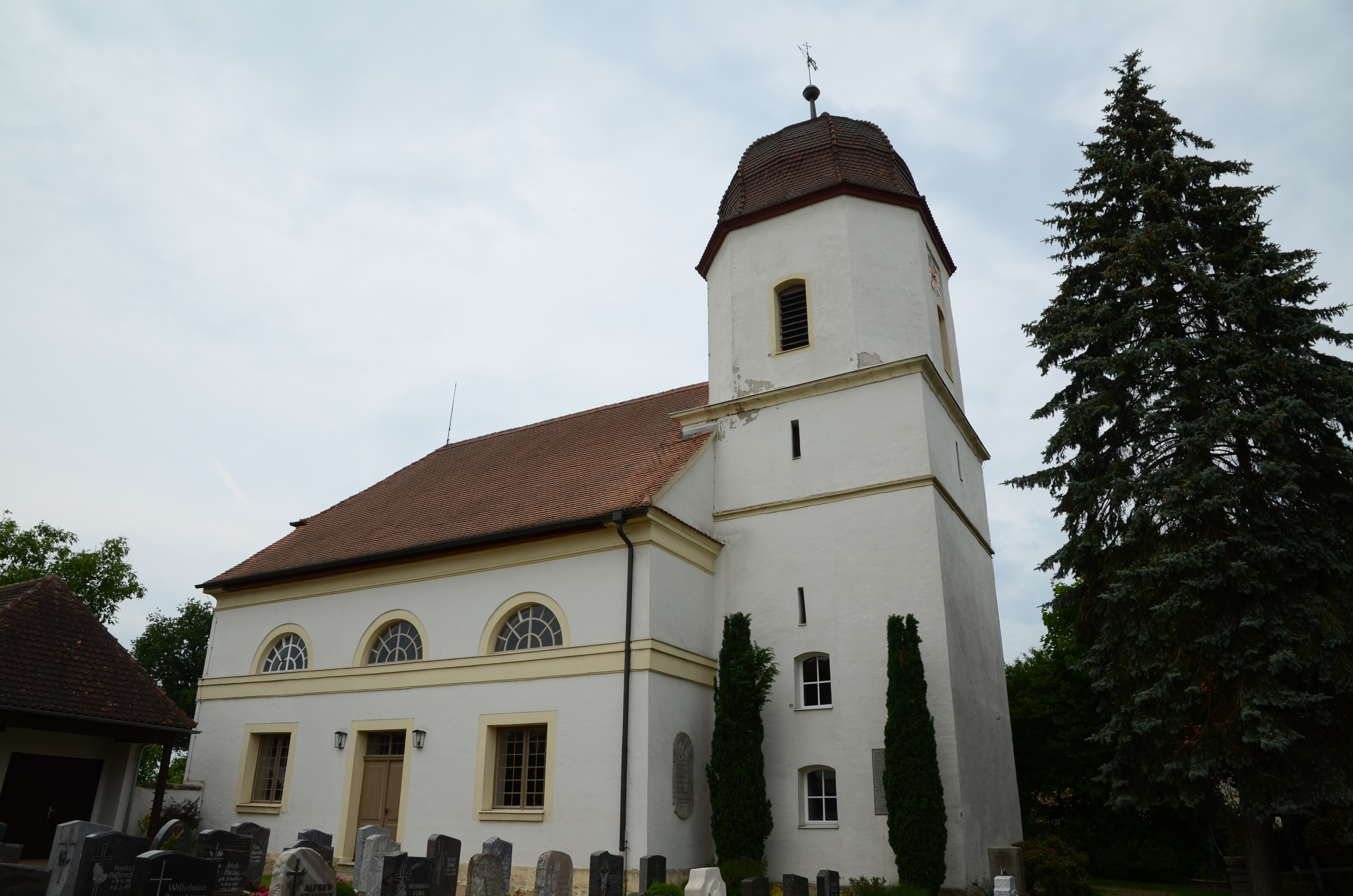
Cyriakuskirche Oberschwaningen

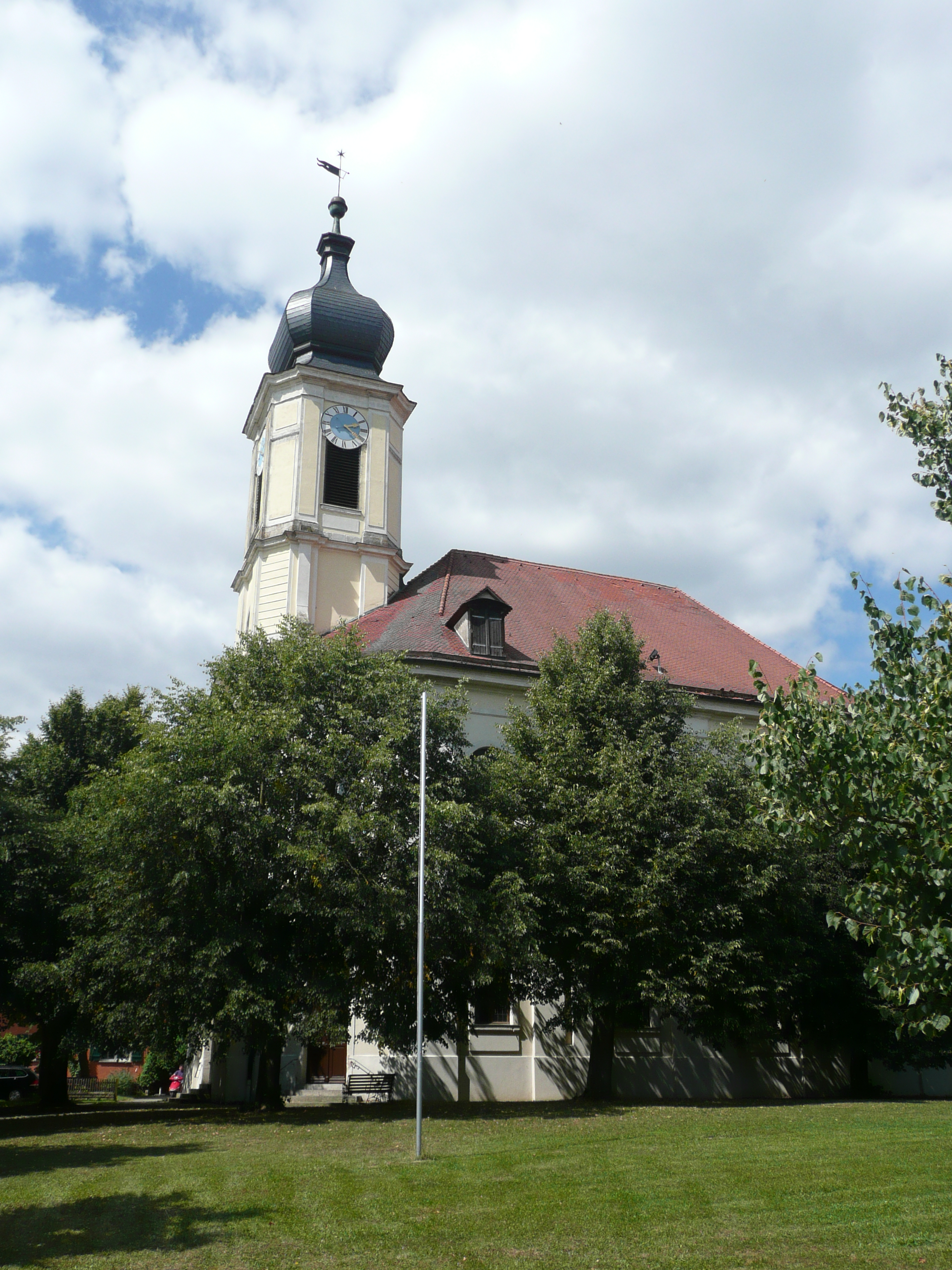
Dreifaltigkeitskirche Unterschwaningen

Gemeinde Unterschwaningen
| Jahr      | 1979 | 1987   | 1991 | 1995 | 2003 | 2005   | 2010   | 2011   | 2012   | 2013   | 2014   | 2015   | 2016   | 2017   |
| Einwohner | 843  | 858    | 854  | 873  | 923  | 893    | 864    | 864    | 876    | 867    | 880    | 870    | 872    | 873    |
| Häuser    |      | 231    |      |      |      |        |        | 278    | 279    | 282    | 283    | 287    | 292    | 295    |
| Quelle    |      | [ 21 ] |      |      |      | [ 22 ] | [ 22 ] | [ 22 ] | [ 22 ] | [ 22 ] | [ 22 ] | [ 22 ] | [ 22 ] | [ 22 ] |

Ort Unterschwaningen
| Jahr      | 1818   | 1840   | 1852   | 1855   | 1861   | 1867   | 1871   | 1875   | 1880   | 1885   | 1890   | 1895   | 1900   | 1905   | 1910   | 1919   | 1925   | 1933   | 1939   | 1946   | 1950   | 1952   | 1961   | 1970   | 1987   |
| Einwohner | 601    | 601    | 532    | 516    | 520    | 536    | 543    | 528    | 542    | 545    | 544    | 535    | 532    | 530    | 552    | 550    | 546    | 490    | 444    | 673    | 630    | 607    | 522    | 521    | 464    |
| Häuser    | 104    | 110    |        |        |        |        | 121    |        |        | 123    | 120    |        | 123    |        |        |        | 124    |        |        |        | 119    |        | 116    |        | 132    |
| Quelle    | [ 23 ] | [ 24 ] | [ 25 ] | [ 25 ] | [ 26 ] | [ 27 ] | [ 28 ] | [ 29 ] | [ 30 ] | [ 31 ] | [ 32 ] | [ 25 ] | [ 33 ] | [ 25 ] | [ 34 ] | [ 25 ] | [ 35 ] | [ 25 ] | [ 25 ] | [ 25 ] | [ 36 ] | [ 25 ] | [ 17 ] | [ 37 ] | [ 21 ] |

## Religion
Die Einwohner sind zu 80 % evangelisch und zu 14 % katholisch. Die evangelischen Kirchengemeinden Ober- und Unterschwaningen gehören zum Dekanat Wassertrüdingen im Kirchenkreis Ansbach-Würzburg der Evangelisch-Lutherischen Kirche in Bayern. Die Katholiken in Unterschwaningen gehören zur Pfarrei Heilig Geist im fünf Kilometer südlich gelegenen Wassertrüdingen, Dekanat Herrieden, Bistum Eichstätt.

## Politik

### Gemeinderat
Seit der Kommunalwahl am 15. März 2020 hat der Gemeinderat weiterhin, wie zuvor, acht Mitglieder. Die Wahlbeteiligung lag bei 71,88 %. Die Wahl brachte folgendes Ergebnis:
|  | Freie Wählergruppe | 8 Sitze |  |

Weiteres Mitglied und Vorsitzender des Gemeinderates ist der Erste Bürgermeister.

### Bürgermeister
Seit 2020 ist Markus Bauer Erster Bürgermeister.

### Wappen und Flagge
Wappen
| Wappen von Unterschwaningen | Blasonierung: „Geviert von Silber und Schwarz, überdeckt mit einem schreitenden, rot bewehrten silbernen Schwan mit ausgebreiteten Flügeln.“ |
| Wappen von Unterschwaningen | Wappenbegründung: Der Schwan steht redend für den Ortsnamen. Der Ort war Adelssitz der Herren von Schwaningen, die von 1163 bis 1429 bezeugt sind. Seit 1482 waren die Markgrafen von Brandenburg Lehensherren. Daran erinnert die Zollernvierung von Silber und Schwarz. Markgraf Georg Friedrich von Brandenburg verlieh 1599 dem Ehaftgericht Schwaningen das Wappen. Es ist eines der wenigen dörflichen Wappen in den fränkischen Fürstentümern. König Maximilian II. genehmigte 1860 die Wiederannahme des Wappens, nachdem Ruralgemeinden die Benutzung von Wappensiegeln 1818 untersagt worden war. |

Flagge
Die Gemeindeflagge ist rot-weiß-schwarz.

## Mundart
Die gesprochene Mundart ist ein Ostfränkisch mit schwäbischen Einschlägen, da der Ort in der Übergangszone beider Dialekte liegt.

## Verkehr
Die Staatsstraße 2221 verläuft westlich von Unterschwaningen und führt an Dennenlohe vorbei nach Großenried (11,5 km nördlich) bzw. an Altentrüdingen vorbei nach Wassertrüdingen (4,5 km südlich). Die Staatsstraße 2219 verläuft nördlich von Unterschwaningen und führt an Oberschwaningen und Cronheim vorbei zur Bundesstraße 466 (8 km östlich). Die Kreisstraße AN 47 führt nach Lentersheim zur Staatsstraße 2248 (2,6 km westlich), die Kreisstraße AN 61 nach Obermögersheim (3,3 km südöstlich).
Unterschwaningen hat einen Haltepunkt an der Bahnstrecke Nördlingen–Pleinfeld. Hier fanden bis 2024 in den Sommermonaten Sonderzugfahrten des Bayerischen Eisenbahnmuseums statt, seit Dezember 2024 wird Unterschwaningen wieder planmäßig im Stundentakt von Regionalbahnen der Verbindung Wassertrüdingen–Pleinfeld bedient.
Das Ultraleichtfluggelände Unterschwaningen ist ein kleiner Flugplatz für Ultraleichtflugzeuge.

## Persönlichkeiten
- Johann Caspar de Gabrieli (auch: Gaspare de Gabrieli) (1685–1713), ein Stuckateur des Barock.
- Hans Keesebrod (1537–1616), bedeutender Renaissance-Baumeister, Schultheiß und Reformator, Erbauer u. a. des Marktbreiter Rathauses, wurde in Unterschwaningen geboren.
- Johann Wolfgang Frank (1644–um 1710), geboren in Unterschwaningen, Kapellmeister in Ansbach, Kantor in Hamburg und bedeutender Komponist. Komponierte die erste deutsche Oper „Die drey Töchter Cecrops“ (1679)
- Johann Leonhard Raab (1825–1899), Radierer, Kupfer- und Stahlstecher und Maler
- Otmar Wassermann (* 1934), Toxikologe